# T星協
T星協是包含有年輕的嬰兒恆星金牛T星的星協，這是在進入主序星之前的原恆星。T星協中大約有1,000顆左右的金牛T星，最靠近我們的例子是距離太陽只有140光年的金牛-御夫T星協（Tau-Aur T association）。其他T星協的例子還有南冕T星協、豺狼T星協、蝘蜓T星協和船帆T星協。T 星協經常在它們形成的分子雲附近被發現，但並非完全如此，特別是有O-B恆星的星協。總結會移動的小組特徵為：有相同的年齡、相同的化學組成，和它們在空間中運動的速度和方向是相同的向量。